# 濁捲舌搭嘴音
濁捲舌搭嘴音（Voiced retroflex click）是一種罕見的輔音。國際音標並未指派給此音任何符號，因此實務上通常使用道格拉斯·馬丁·比奇（Douglas Martyn Beach）首先提出的符號⟨ᶢ‼⟩來表示此音。

## 特徵
濁捲舌搭嘴音的特徵包括：
- 氣流機制是舌吸氣音。藉由舌頭將被困在一個關閉區間的空氣抽出而發聲，而非使氣流從聲門或肺/橫膈膜流出。利用這種機制所發出的音稱作搭嘴音。其濁音及鼻音也同時具有肺部氣流音的性質。
- 調音部位是捲舌，以舌尖和上顎前部接觸以形成對氣流的阻礙而調音。

- 發聲類型是濁音，意味着發音時聲帶顫動。

- 本輔音是口腔輔音（口音），表示調音時空氣只從口裡流出。
- 本輔音為中央輔音，調音時氣流在口腔的中央流過舌面，而不從兩側流過。

## 出現於
中部箜語有此音。
| 語言     | 語言     | 詞彙 | IPA          | 意義 | 註釋 |
| -------- | -------- | ---- | ------------ | ---- | ---- |
| 中部箜語 | 中部箜語 | g‼ú  | [ᶢ𝼊ú] = [𝼊̬ú] | 水   |      |

## 外部鏈結
- 在PHOIBLE上搜尋含有[‼̬]的語言